# Psychosocial
«Psychosocial» (с англ. — «Психосоциум») — второй сингл со студийного альбома All Hope Is Gone американской метал-группы Slipknot. Изначально планировался быть изданным как цифровой сингл 1 июля, но было анонсировано, что его выход отложен до 7 июля. Промо CD, включающий альбомную и радиоверсию песни, был издан 1 июля. Песня также вошла в саундтрек супергеройского боевика Marvel «Каратель: Территория войны» и прозвучала в одной из сцен.
Slipknot сыграли впервые «Psychosocial» вживую 9 июля 2008 года в White River Amphitheatre в Оберне, штат Вашингтон.

## Музыкальная составляющая
Перкуссионист Шон Крейен сказал в интервью The Pulse of Radio, что «при прослушивании этой песни возникает ощущение, скажем так, социального беспокойства. На данный момент мы имеем хороший ритм, это реально забавно и разнообразно.»
Журналисты из Rolling Stone, прослушав песню, отметили, что: «„Psychosocial“ замедляет темп ударных, напоминающие злобную трэш-манеру второго альбома группы — Iowa. Трек сопровождается тяжёлыми разрушительными гитарами и ударными.»
А журналисты из Total Guitar отметили, что «Первый сингл содержит ритмичные риффы, звучащие как война в окопах, доносящаяся за тысячи миль. Классический для Slipknot мелодичный припев.»
Вокалист группы Кори Тейлор заявил: «В песне есть механическая резкость в стиле Rammstein/Ministry, но мой вокал добавил ей чего-то искреннего и человеческого. Сближение действует, и я хотел бы вжиться в это и выжать этот мир до конца. Текст песни про нас, и факт, что мы можем добиться успеха, когда обращаем на что-то внимание.»
На вопрос, доволен ли гитарист Джеймс Рут синглом «Psychosocial», он ответил: «Это потрясающе, особенно потому что когда мы работали над песнями, эта песня, лично мне, показалась монотонной. После того как мы сводили песни в студии, и когда собрали эту, в целом она вышла очень неплохой. Для меня это как трэш-песня конца 80-х. Когда я впервые услышал демо этой песни, мне она напомнила мелодию Testament. Только из-за её „бум-тат, бум-тат“. Или как Megadeth с их „So Far, So Good“, которая реально крута. Напоминает мне ту музыку, на которой я вырос.»

## Список композиций

### Цифровой сингл
1. «Psychosocial» — 4:43

### CD-сингл / винил
1. «Psychosocial» — 4:43
2. «All Hope Is Gone» — 4:44

### Американский промо-сингл
1. «Psychosocial» (Edit) — 3:57
2. «Psychosocial» (Album Version) — 4:42

### Немецкий промо-сингл
1. «Psychosocial» (Edit) — 3:57
2. «All Hope Is Gone» — 4:44
3. «Psychosocial» (Album Version) — 4:43

### Цифровой сингл (концертная версия)
1. «Psychosocial» (Live) — 4:36

## Видеоклип
Видеоклип на «Psychosocial» начали снимать 30 июня 2008 в городе Jamaica (Айова) в звукозаписывающей студии «Sound Farm», но съёмки были приостановлены из-за того, что Сид Уилсон, диджей группы, был госпитализирован с травмой головы, которую он получил, ударившись о дверь. Во время интервью для Kerrang! гитарист Джеймс Рут сообщил, что видео будет включать горение огромных масок группы, ранее представленных на тизерах из веб-сайта группы, они будут изображать эго музыкантов.
Премьера видео состоялась 18 июля на американском MTV в передаче Friday Night MTV. Режиссёром клипа стал Пол Браун, который также работал с Mötley Crüe, Killswitch Engage и Avenged Sevenfold. Клип снят наводящей камерой, которая может снимать до 1000 кадров в секунду с традиционной пусковой рукоятью в 35 миллиметров.

## Позиции в чартах
| Чарт (2008)                               | Высшая Позиция |
| ----------------------------------------- | -------------- |
| U.S. Billboard Hot Mainstream Rock Tracks | 20             |
| U.S. Billboard Hot Modern Rock Tracks     | 33             |
| UK Singles Chart                          | 98             |